# Nationalisme occitan
 (juillet 2023).
Si vous disposez d'ouvrages ou d'articles de référence ou si vous connaissez des sites web de qualité traitant du thème abordé ici, merci de compléter l'article en donnant les références utiles à sa vérifiabilité et en les liant à la section « Notes et références ».
 (juillet 2023).
- Si vous ne connaissez pas le sujet, laissez ce bandeau (vous pouvez alors contacter les auteurs).
- Si vous supprimez le contenu mis en cause (vous pouvez préalablement contacter les auteurs),

argumentez précisément cette suppression dans la page de discussion
(un manque de référence n'est pas un argument ; une recherche réelle de référence doit avoir été effectuée, être formellement documentée).
Ne doit pas être confondu avec régionalisme occitan.

Drapeau de l'Occitanie avec étoile.

Le nationalisme occitan est un courant politique défendant l'idée que l'Occitanie est une nation. Se basant sur des arguments et revendications linguistiques, historiques et culturels  — existence d'une langue d'oc ou occitane, d'une histoire et d'une culture communes des pays d'oc ou Occitanie —, ses aspirations vont de l'autonomie territoriale à la création d'un État souverain occitan.
Les territoires revendiqués dans le cadre de la nation occitane représentent une grande partie du sud de la France, Monaco, une partie de l'Espagne (Val d'Aran) et de l'Italie (Vallées occitanes, Guardia Piemontese).
La base du nationalisme est linguistique et culturelle bien qu'actuellement l'occitan soit une langue minorisée au sein de son aire linguistique.
Dans sa forme actuelle, c'est un mouvement récent comparé à d'autres nationalismes puisqu'il est né dans les années 1960. Il a gagné en visibilité dans les années 1970, notamment lors de l'épisode de la lutte du Larzac. Le nationalisme est actuellement minoritaire au sein de l'occitanisme, car celui-ci est prioritairement un mouvement culturel[réf. souhaitée]. Toutefois, le terrain du politique est périodiquement abordé.

## Le nationalisme occitan contemporain

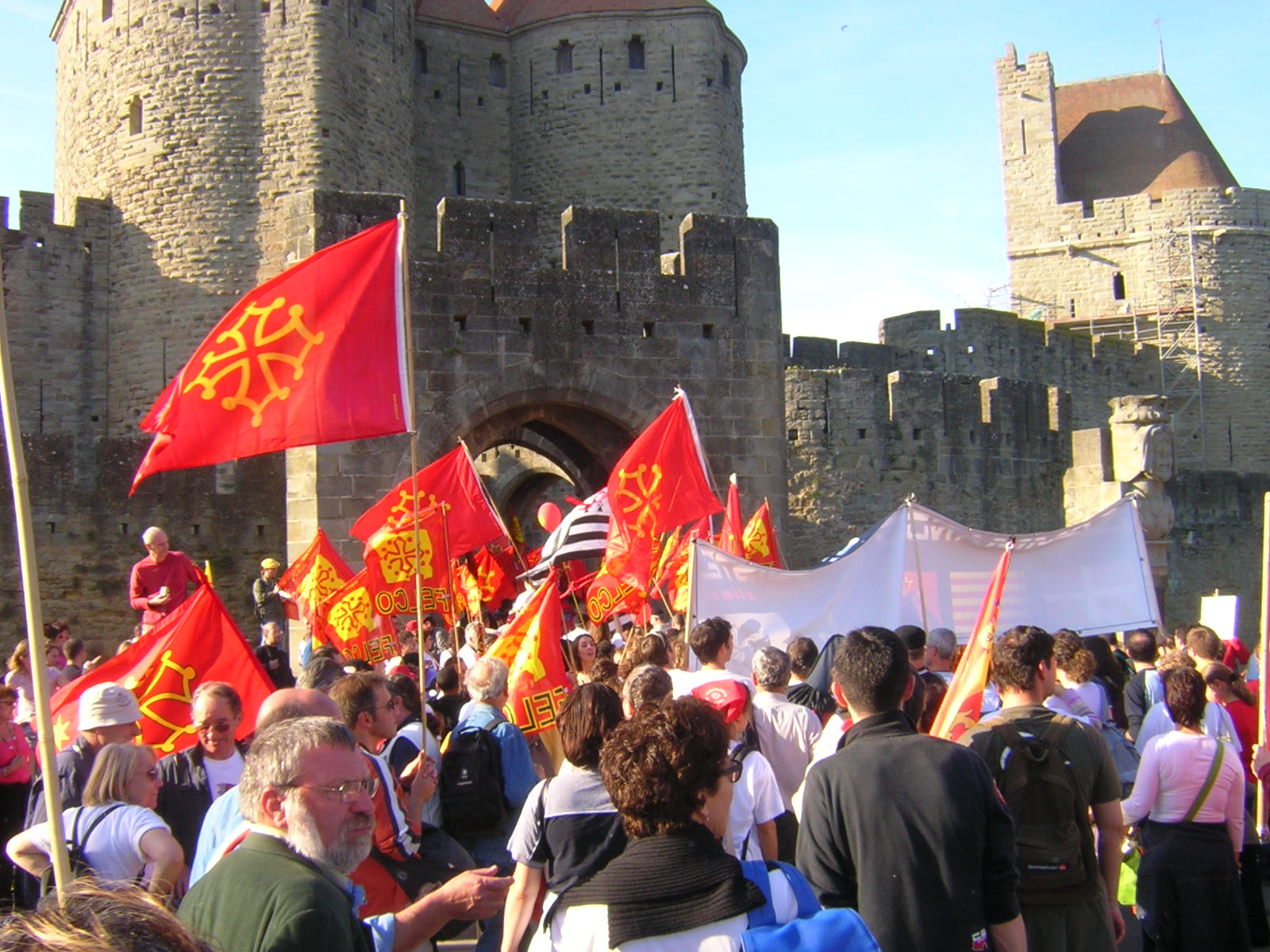
Manifestation occitaniste à Carcassonne en 2005.

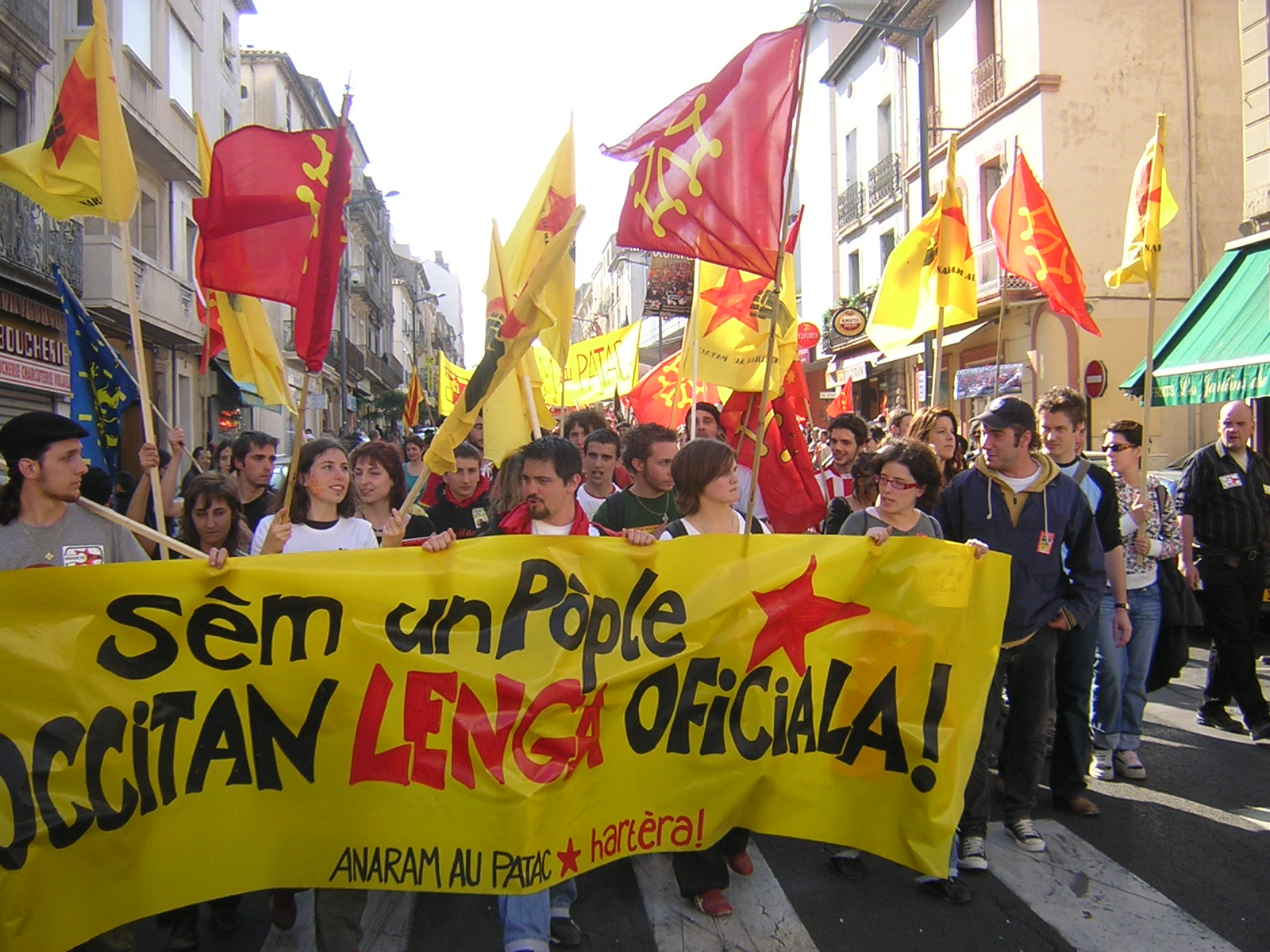
Manifestation à Béziers en 2007 :
Nous sommes un peuple
Occitan langue officielle!

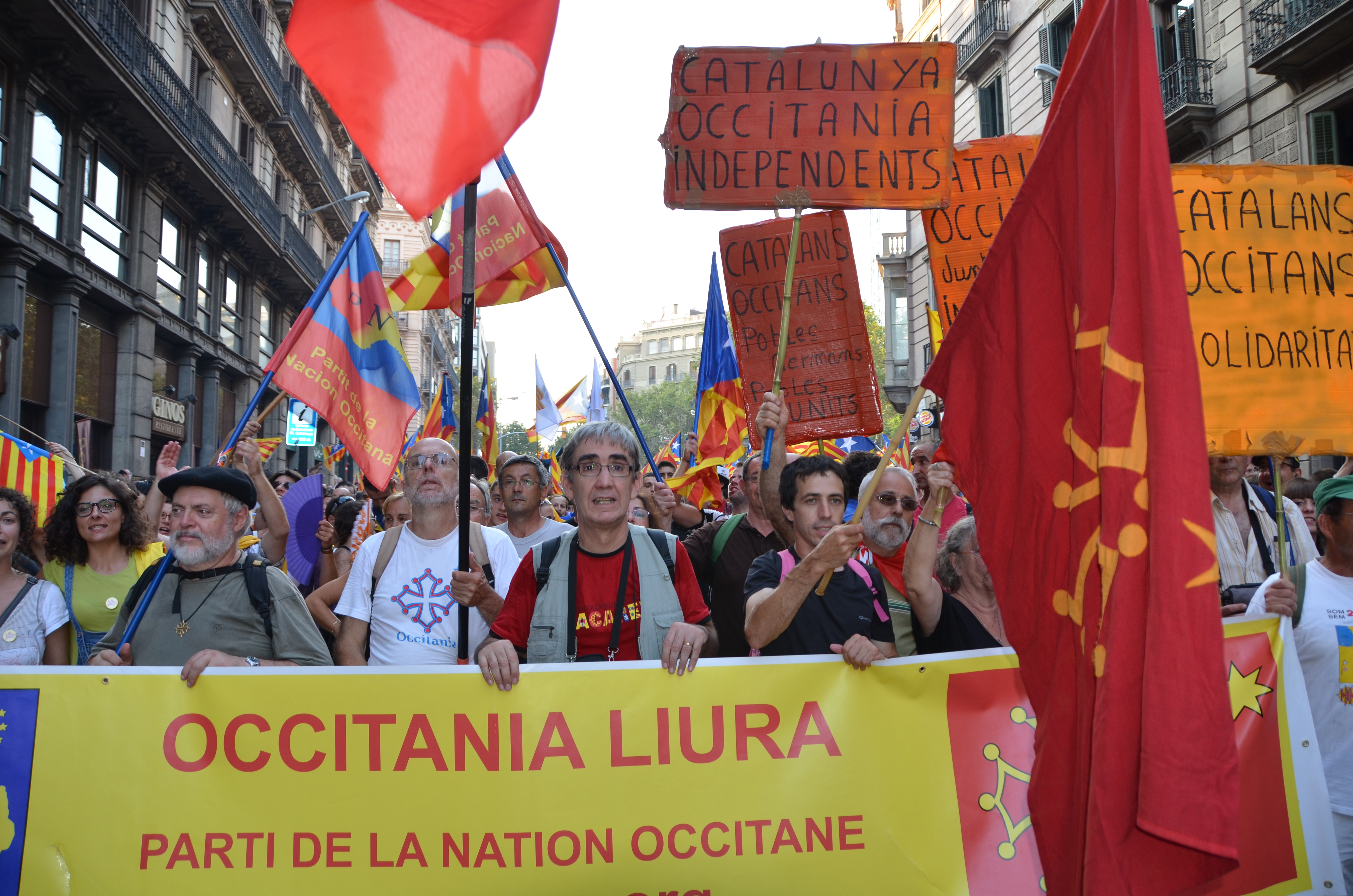
Manifestation à Barcelone en 2012 :
Occitanie libre

Le nationalisme occitan apparaît comme une réaction d'injustice dans les régions du sud de la France face aux restructurations économiques et énergétiques entreprises par les gaullistes au pouvoir dans les années 1960, qui ont donné la priorité aux régions les plus prospères du nord du pays. En 1962, le gouvernement français décide la fermeture du complexe minier et industriel de Decazeville, fait qui sera alors considéré comme le catalyseur des revendications occitanes modernes.
Puis, à partir de 1968, la renaissance culturelle occitane combinée à la protestation économique débouche sur une revendication nationaliste considérant que l'Occitanie était une colonie intérieure de l'État centraliste Français. À la même époque, Lutte occitane, la principale organisation politique occitaniste et marxiste, affirma nettement en 1971 son refus de tout nationalisme, comme de tout séparatisme. Bien qu'il y existait un courant nationaliste occitan, la solidarité avec la gauche française l'emporta. C'est pourquoi Lutte Occitane définit l'Occitanie comme une nationalité populaire, c'est-à-dire comme une nation en devenir. Lutte Occitane s'opposa, idéologiquement parlant, au nationalisme du PNO (Parti nationaliste occitan) : la nation occitane étant un point de départ pour le PNO, alors c'était un point d'arrivée pour Lutte Occitane.
Dès le choc pétrolier de 1973, l'évolution de la situation économique internationale va modifier la donne pour plusieurs décennies. La crise économique qui a suivi la fin des Trente Glorieuses va toucher toute la France et rendre caduque la théorie du colonialisme interne. Sur le même mode que les autres mouvements nationalistes du reste de la France et de l'Europe, le noyau de la revendication s'est concentré sur l'identité culturelle et les droits des minorités.
Le nationalisme occitan des années 1980 a perdu son influence sur la société en raison principalement de la fragmentation des partis et des organisations entre différentes idéologies, ainsi que de l'incapacité à articuler un mouvement romantique couvrant un territoire aussi grand avec une réalité sociale très hétérogène.
Dans les années 1990, le mouvement politique pourrait être décrit comme marginal au sein de l'occitanisme.
Récemment le nationalisme occitan se renouvelle, on peut citer:
- la création de nouveaux mouvements tels que Libertat !, issu d'une fusion de plusieurs mouvements de gauche occitaniste.
- la création symbolique du gouvernement provisoire occitan soutenu par trois partis occitanistes[6],[7],[8],[9],[10].
- la mise en réseaux de politiciens occitanistes avec des nationalistes et des régionalistes de France et de l'Union européenne[11].
- les alliances avec des partis nationaux français qui ont permis l'élection de conseillers régionaux occitanistes aux élections régionales de 2010[12],[13].
- La naissance du mouvement politique Bastir! qui se présente aux élections municipales de 2014 dans plusieurs communes françaises de toutes tailles. Bastir! jette un pont entre les courants qualifiés de culturels ou de politiques en rassemblant sur un programme commun des candidats occitanistes issus de divers horizons[14],[15],[16],[17].
- La présentation d'une liste nationaliste "Occitanie pour une Europe des Peuples" dans la circonscription Sud-Ouest aux élections européennes de 2014[18].
- Le texte de loi sur le régime spécial d'Aran reconnaissant en 2015 la réalité nationale occitane du Val d'Aran en Catalogne, Espagne[19].

Par ailleurs, l'aspect linguistique et culturel fait partie des plus importantes revendications du nationalisme occitan, tout comme du régionalisme occitan et de divers mouvements civiques en Occitanie. Dans ce domaine, de nombreuses avancées politiques sur la reconnaissance de l'occitan ont abouti récemment. On peut citer:
- L'obtention du statut de minorité linguistique protégée en Italie en 1999.
- Les manifestations ciblées sur la défense de l'occitan depuis 2005 en France.
- L'officialisation de l'occitan dans toute la Catalogne (Espagne) en 2006, renforcée par une loi adoptée en 2010.
- Les reconnaissances comme langue du département dans les Pyrénées-Orientales en 2007, et langue de la région en Rhône-Alpes en 2009.
- Les différentes initiatives pour la langue des régions Aquitaine, Midi-Pyrénées, Languedoc-Roussillon et Provence-Alpes-Côte d'Azur.
- Le traitement des revendications occitanes au niveau du parlement européen le 22 novembre 2012[20].
- La reconnaissance officielle, en 2018, de l'occitan comme langue de la communauté d'agglomération du Pays Basque (France)[21]

## Thématiques
Le nationalisme occitan actuel[Quand ?] est modéré, démocratique et antifasciste,, c'est un nationalisme ouvert. Différents courants de pensées le traversent, comme le nationalisme linguistique (en), le nationalisme ethnique, le nationalisme culturel et le nationalisme libéral,.[source insuffisante]

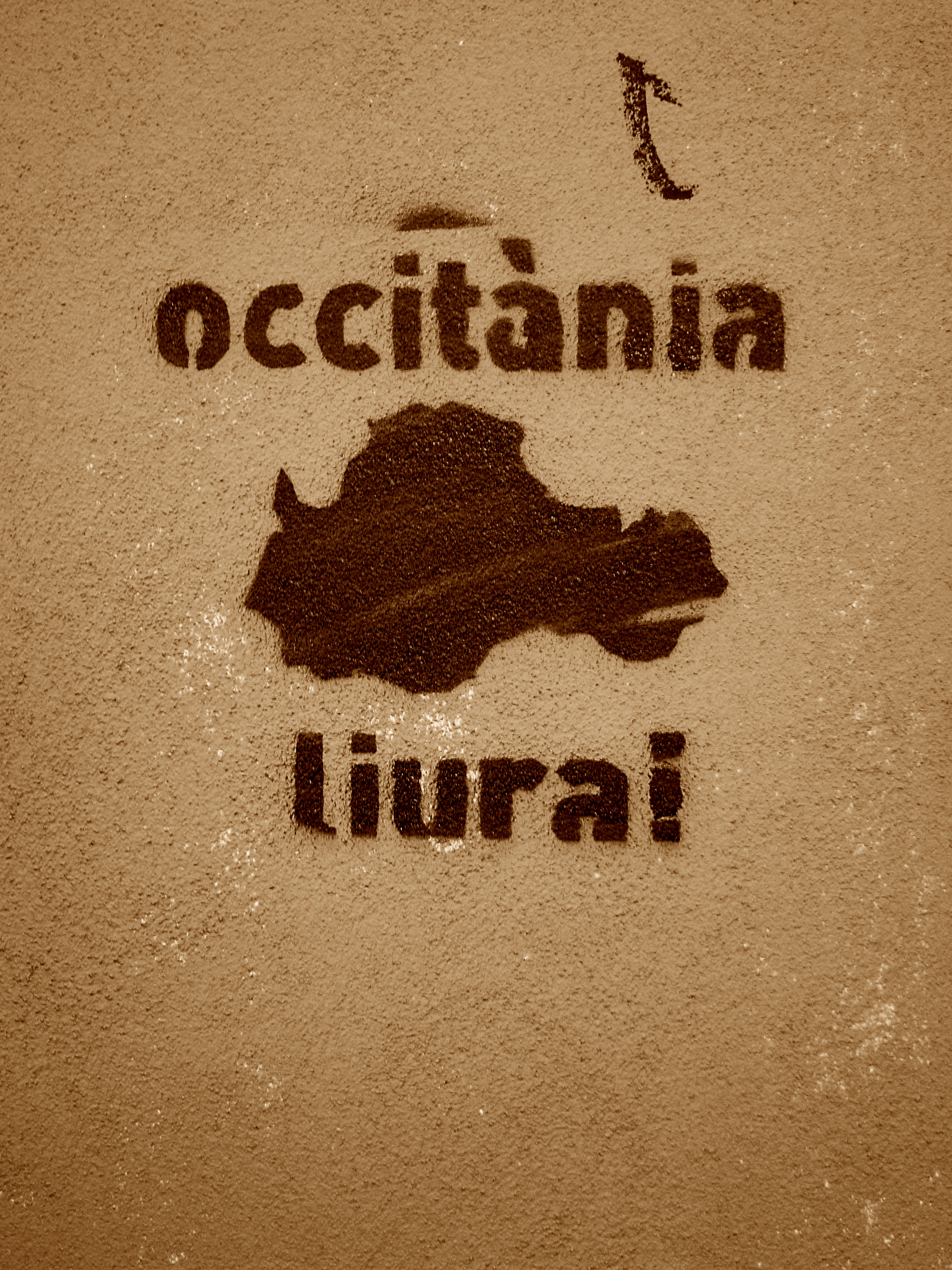
Graffiti indépendantiste à Toulouse.

C'est principalement une organisation fédérale de l'Occitanie qui est prônée par les nationalistes, dans le cadre de l’indépendance, au sein de l’Union européenne et de l’ONU. En effet, l’Occitanie n’a jamais constitué un État-nation. De plus, dans la période entre le XIIIe siècle et la constitution des États espagnol, français, italien et monégasque actuels; les différentes composantes de l'Occitanie ont connu des histoires propres et n'ont plus cherché à se doter d'une structure politique unitaire. Par contre, différentes régions occitanes ont en commun des évènements historiques marquants de tendances polycentriques: création confédérale des Provinces de l'Union; autonomisme des Girondins à l'époque révolutionnaire; propagation d'idées régionalistes, fédéraliste ou décentralisées…

### Comparaisons

#### Régionalisme occitan
Le nationalisme occitan partage avec le régionalisme occitan la défense de la langue et de la culture occitanes, des symboles communs et la même conception territoriale de l'Occitanie dépassant la taille de plusieurs régions. Ainsi que parfois une approche fédéraliste qui pose le problème des pouvoirs de l'État central ou alors une approche autonomiste qui soulève la question de l'administration centrale. Cependant, il s'en distingue par le rejet de la tutelle des États-nations.

#### Mouvance identitaire en Occitanie
Une partie de la mouvance identitaire se présente en Occitanie en utilisant les termes de <<nationalisme>> ou de <<régionalisme>> (occitan, provençal, niçois, etc.). La défense de la langue occitane est aussi mise en avant, souvent en la nommant sous sa forme locale : provençal, niçois, béarnais-gascon,... Les symboles identitaires d'Occitanie ou de ses composantes régionales (hymne, chants, drapeau, figure allégorique,...) sont régulièrement utilisés en les complétant de symboles liés à l'extrême droite,,. L'identitarisme prend ses références dans le nationalisme français, avec parfois un positionnement par rapport au Front national français, aujourd'hui nommé Rassemblement national (RN) ; ou dans le nationalisme européen, dans un triptyque patriotique région-nation-civilisation européenne. Au contraire le nationalisme occitan apparait comme un <<contre-nationalisme>> s'appuyant sur le projet d'Europe des peuples.

#### Nationalisme niçois
Le nationalisme niçois regroupe des mouvements et des partis qui revendiquent une identité niçoise séparée de l'identité provençale ainsi que l'indépendance vis-à-vis de la nation française. La définition de la nation niçoise, liée à l'histoire territoriale de Nice et des alentours, contraste avec l'occitanisme basé principalement sur la langue et la culture. Les groupes se réclamant du nationalisme niçois adhèrent, rejettent, ou ont une position intermédiaire sur l'appartenance du comté de Nice au monde occitan. Cela se ressent sur les objectifs des groupes souhaitant la souveraineté niçoise qui peuvent tendre vers l'indépendance totale, l'intégration dans une confédération de l'arc alpin en reconstituant ainsi les anciens États de Savoie, ou en tant qu'entité propre de l'Occitanie.

#### Nationalisme aranais
Le nationalisme aranais (ca), bien que lui aussi lié à une spécificité territoriale historique, revendique sans ambigüité son rattachement à la nation occitane, mais sans rejeter la Catalogne. Les partis Unité d'Aran-Parti nationaliste aranais (oc), Convergence démocratique aranaise - Parti nationaliste aranais (oc) et le Parti rénovateur d'Arties-Garos ont réclamé à la Généralité de Catalogne d'être reconnus comme une réalité nationale occitane. Par contre, les nationalistes aranais ont demandé la création d'un pacte d'union libre entre le Val d'Aran et la Catalogne en se fondant sur une langue, une culture et une identité différente de la catalane,.

#### Panoccitanisme
Le panoccitanisme est le courant qui défend l'unité culturelle et politique de toute l'aire géographique du diasystème occitano-roman: en termes d'extension, celui-ci inclut toute l'Occitanie et les Pays Catalans. D'autres régions peuvent parfois y être intégrées comme l'Aguiaine, l'Arpitanie ou l'Aragon.

## Territoire revendiqué
- L'Occitanie

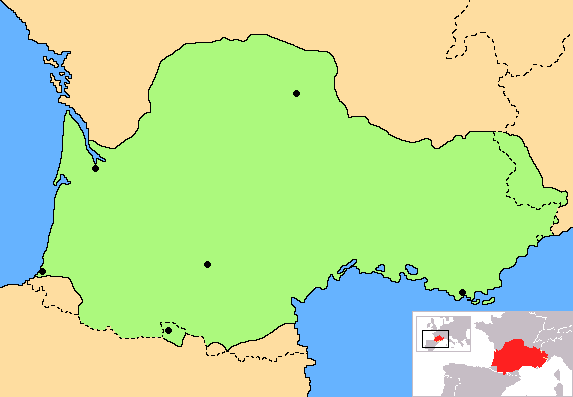
Carte politique de l'Occitanie selon le nationalisme occitan.

Revendications autonomistes (noms en rouge) et séparatistes (noms en noir) d'Europe.
L'Occitanie

Le tableau suivant montre la taille et la population des territoires revendiqués par le nationalisme occitan:
| Pays      | Territoire revendiqué                                                                                                 | Superficie (km2) | Population           |
| --------- | --- | ---------------- | -------------------- |
| Espagne   | Val d'Aran (Catalogne)                                                                                                | 634              | 9 983 (2018)         |
| France    | Nouvelle-Aquitaine (excepté le Pays basque, le Pays Gabay et une grande partie de l'ancienne région Poitou-Charentes) | 56 478           | 3 568 000 (obsolète) |
| France    | Auvergne-Rhône-Alpes (excepté une grande partie de l'ancienne région Rhône-Alpes et la moitié nord de l'Allier)       | 33 343           | 1 871 000 (obsolète) |
| France    | Occitanie (excepté la majeure partie des Pyrénées-Orientales)                                                         | 68 608           | 5 409 139 (2018)     |
| France    | Provence-Alpes-Côte d'Azur                                                                                            | 31 400           | 5 052 832 (2018)     |
| Italie    | Guardia Piemontese (Calabre)                                                                                          | 21               | 1 917 (2017)         |
| Italie    | (Ligurie) (Piémont) Vallées Occitanes                                                                                 | 4 500            | 200 000 (estimation) |
| Monaco    | Monaco | 2                | 38 300 (2018)        |
| Occitanie | Occitanie | 194 986          | 16 151 171           |

## Organisations nationalistes occitanes

Logo du PNO.

Actuellement, le nationalisme occitan est présent au sein de plusieurs partis et organisations de diverses sensibilités politiques. Certaines entités comme le Parti de la nation occitane s'en revendiquent en tant que base idéologique et historique.
Principaux partis ou organisations :
- Assemblada Nacionala Occitana[37], Assemblada Occitana (oc)
- Bastir! (BO), Occitanie País Nòstre (OPN)
- Convergéncia Democratica Aranesa-Partit Nacionalista Aranés (oc) (CDA-PNA)
- Esquèrra Republicana Occitana (ÈRO)
- Front de libération nationale de la Provence
- Iniciativa per Occitània (oc)[38]
- Libertat !
- Organisacion Democratica del Pòble Occitan (ODPO)
- Paratge[39].
- Parti de la nation occitane (PNO)
- Partit occitan (POC)
- Republica Federala Occitana
- Unitat d'Òc (oc)
- Unitat d'Aran-Partit Nacionalista Aranés (oc)

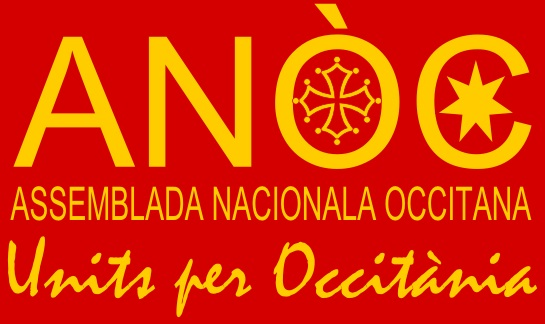

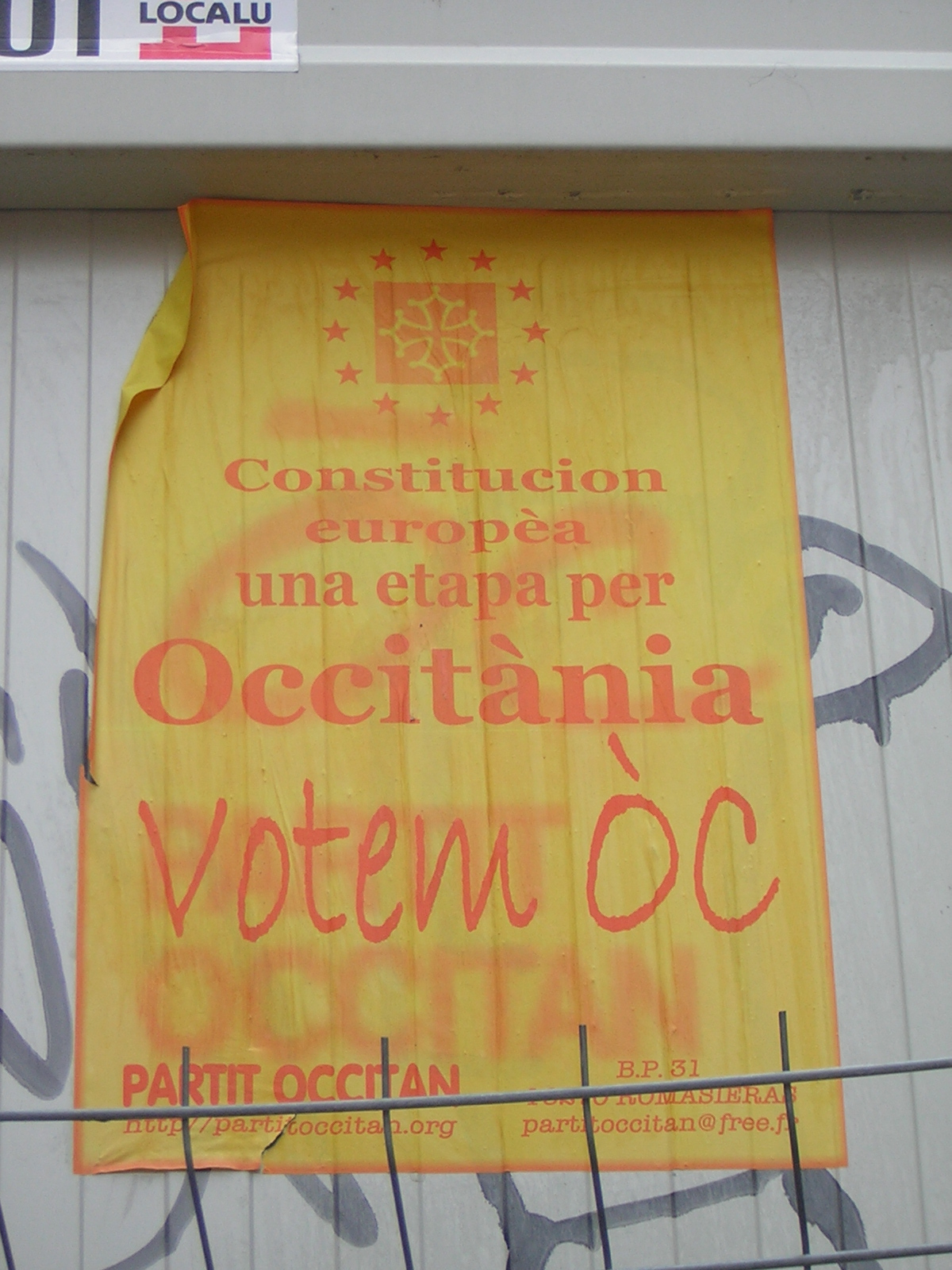
Affiche pro-européenne du Partit occitan

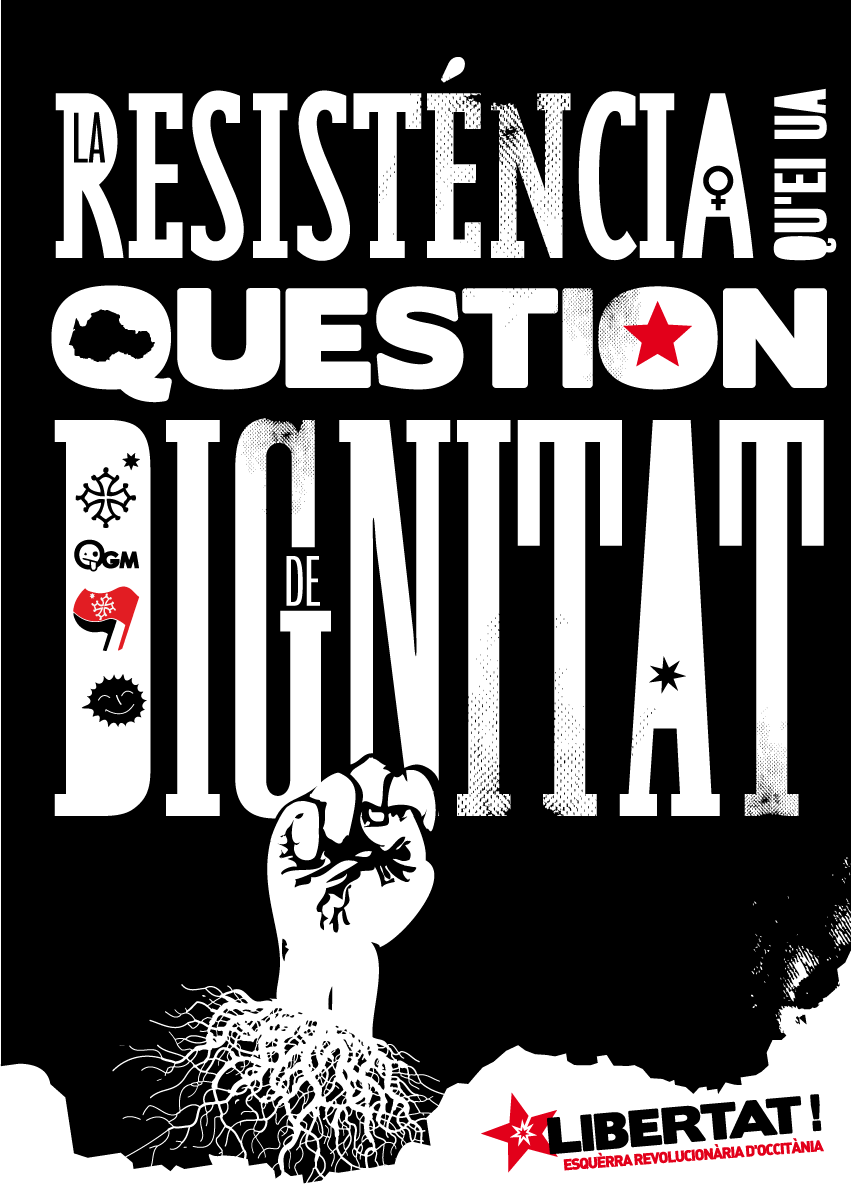
Affiche de Libertat ! : La Résistance est une question de dignité!

## Symboles
Dans les années 1970, François Fontan et le P.N.O. (Parti nationaliste occitan) ont proposé l'ajout d'une étoile à sept branches en haut du drapeau à la croix occitane, du côté opposé au mât.
Cette étoile à sept branches est censée représenter l'unité occitane et l'aspect décentralisé, fédéraliste ou confédéraliste du projet occitaniste évoquant ses sept régions historiques: la Gascogne, la Guyenne, le Languedoc, le Limousin, l'Auvergne, le Dauphiné et la Provence. De plus, l'étoile à 7 branches est aussi une référence au Félibrige qui a choisi Sainte Estelle (dérivé de estèla soit étoile en occitan) comme saint patron.

Croix occitane.

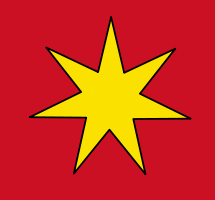
Étoile du Félibrige.

Drapeau de l'Occitanie avec étoile.

## Origines et développement du nationalisme occitan
Les moments les plus forts aboutissant au nationalisme occitan actuel sont corrélés à de grands mouvements politiques. Les débuts du Félibrige sont contemporains de l'apogée du principe des nationalités au XIXe siècle, époque où naissent de nouveaux États basés sur des critères ethniques. L'occitanisme du milieu du XXe siècle prend pour exemple l’anticolonialisme d'après-guerre tout en n'allant pas jusqu'au séparatisme, dans l'espérance que l'arrivée au pouvoir du socialisme résoudra les problèmes soulevés à l'Occitanie.

### Le Félibrige: entre régionalisme et pan-occitanisme
Dès ses débuts le Félibrige, sous l'impulsion de Frédéric Mistral, embrasse l’intégralité du domaine d’oc.
Il s’étend même à la Catalogne qui est une région occitane, mais qui, pour des raisons politiques contemporaines, est désormais régulièrement distinguée de l'Occitanie. Le régionalisme originel du Félibrige a un caractère de type nationalitaire : d'une part, l'étendue géographique couverte nommée Provence dépasse largement le cadre régional en englobant le midi de la France tout entier; d'autre part l'un des buts affichés est d'y conserver l’honneur national. Par ailleurs on dénote la volonté de se démarquer de la France du nord en mettant en avant les liens avec l'Europe latine.

### Théorie de l'opposition dominant/dominé
Le marxiste allemand Friedrich Engels évoqua en 1848 une nationalité {occitane} déjà épanouie, mais n'ayant pas pu aboutir malgré l'état de civilisation avancée de la "France du Sud" avant la conquête médiévale française qui la détruisit. Cependant il critiqua le renouveau identitaire occitan du XIXe siècle qui à son idée avait un côté réactionnaire. Plus tard, il changea d'avis face à la mutation républicaine et socialiste du Grand Sud-Est ainsi qu'à sa puissante insurrection contre le Coup d'État de Napoléon III. Lors d'un débat sur le soutien à la libération nationale de la Pologne face à la Russie, il fait le parallèle avec le manque de soutien envers l'Occitanie qu'il appelle "la nationalité de la France du Sud" ou "la nation provençale". Son analyse sera reprise dans les années 1970 par le mouvement occitaniste et marxiste Lutte occitane qui mettra en avant l'existence d'une nationalité populaire mais seulement d'une potentielle Nation occitane.
«  Au Moyen Âge la nationalité de la France du Sud n'était pas plus proche de celle de la France du Nord que la nationalité polonaise ne l'est actuellement de la nationalité russe.

La nationalité de la France du Sud, vulgo la nation provençale, avait au Moyen Âge non seulement un « précieux développement », mais elle était même à la tête du développement européen. Elle fut la première de toutes les nations modernes à avoir une langue littéraire. Son art poétique servait à tous les peuples romans, et même aux Allemands et aux Anglais, de modèle alors inégalé. Dans le perfectionnement de la civilisation courtoise féodale, elle rivalisait avec les Castillans, les Français du Nord et les Normands d'Angleterre; dans l'industrie et le commerce, elle ne le cédait en rien aux Italiens. Ce n'est pas seulement « une phase de la vie du Moyen Âge... qui avait connu grâce à elle » un grand éclat, elle offrait même, au cœur du Moyen Âge, un reflet de l'ancienne civilisation hellène. La nation de la France du Sud n'avait donc pas « acquis » de grands, mais d'infinis « mérites envers la famille des peuples d'Europe ». Pourtant, comme la Pologne, elle fut partagée entre la France du Nord et l'Angleterre et plus tard entièrement assujettie par les Français du Nord. Depuis la guerre des Albigeois jusqu'à Louis XI, les Français du Nord, qui, dans le domaine de la culture, étaient aussi en retard sur leurs voisins du Sud que les Russes sur les Polonais, menèrent des guerres d'asservissement ininterrompues contre les Français du Sud, et finirent par soumettre tout le pays. La « république des nobles du Midi de la France » (cette dénomination est tout à fait juste pour l'apogée) « a été empêchée par le despotisme de Louis XI d'accomplir sa propre suppression intérieure », qui, grâce au développement de la bourgeoisie des villes, aurait été au moins aussi possible que l'abolition de la république polonaise des nobles, grâce à la constitution de 1791.
Des siècles durant, les Français du Sud luttèrent contre leurs oppresseurs. Mais le développement historique était inexorable. Après une lutte de trois cents ans, leur belle langue était ramenée au rang de patois, et ils étaient eux-mêmes devenus Français. Le despotisme de la France du Nord sur la France du Sud dura trois cents ans et c'est alors seulement que les Français du Nord réparèrent les torts causés par l'oppression en anéantissant les derniers restes de son autonomie. La Constituante mit en pièces les provinces indépendantes; le poing de fer de la Convention fit pour la première fois des habitants de la France du Sud des Français, et pour les dédommager de la perte de leur nationalité, elle leur donna la démocratie. Mais ce que le citoyen Ruge dit de la Pologne s'applique mot pour mot à la France du Sud pendant les trois cents ans d'oppression : « Le despotisme de la Russie n'a pas libéré les Polonais; la destruction de la noblesse polonaise et le bannissement de tant de familles nobles de Pologne, tout cela n'a fondé en Russie aucune démocratie, aucun humanisme. »
Et pourtant, on n'a jamais traité l'oppression de la France du Sud par les Français du Nord « d'ignominieuse injustice ». Comment cela se fait-il, citoyen Ruge ? Ou bien l'oppression de la France du Sud est une ignominieuse injustice ou bien l'oppression de la Pologne n'est pas une ignominieuse injustice. Que le citoyen Ruge choisisse.
Mais où réside la différence entre les Polonais et les Français du Sud ? Pourquoi la France du Sud fut-elle prise en remorque par les Français du Nord, comme un poids mort jusqu'à son total anéantissement, tandis que la Pologne a toute perspective de se trouver très bientôt à la tête de tous les peuples slaves ?
La France du Sud constituait, par suite de rapports sociaux que nous ne pouvons expliquer plus amplement ici, la partie réactionnaire de la France. Son opposition contre la France du Nord se transforma bientôt en opposition contre les classes progressives de toute la France. Elle fut le soutien principal du féodalisme et elle est restée jusqu'à maintenant la force de la contre-révolution en France.
 »
— Friedrich Engels, La Nouvelle Gazette Rhénane, tome I: 1er juin - 5 septembre 1848 (Neue Rheinische Zeitung, in Marx Engels Werke), pp. 354-355, extraits de Friedrich Engels du Débat sur la Pologne à Francfort, 9 août - 7 septembre 1848, traduction en français de la <<bibliothèque de sciences sociales de l'Université de Québec>>.

### La grande révolte occitane de 1907
La révolte des vignerons de 1907 constitue une affirmation forte de l'identité méridionale. Le mouvement social à base large composé d'ouvriers, de paysans, et de petits commerçants trouva des soutiens dans le monde politique avec le félibre Ernest Ferroul et dans le domaine culturel occitan avec Pierre Devoluy, capoulié du Félibrige. Le Dr Ferroul, maire de Narbonne appela à la démission de tous ses collègues méridionaux, 442 municipalités démissionnèrent dans la semaine. La presse répandit des rumeurs de séparatisme méridional au vu des discours prononcés en occitan avec des allusions à la croisade des albigeois. 
«  Comme au temps des anciennes croisades, comme au temps où les Albigeois venaient défendre sous les murs de Carcassonne, leur pays et leur foi, l’armée des vignerons est venue camper, aujourd’hui, au pied de l’antique capitale Carcassès. Cause aussi noble ! Cause aussi sainte ! Nos ancêtres du XIIIe siècle tombèrent en héros pour la défendre. »
— Marcelin Albert (1851-1921), meneur de la révolte des vignerons du Midi.
« un remembre m'obsedís, lo remembre d'una autra granda misèria que près de 800 ans an pas pogut escafar. Vòli dire que lo Miègjorn albigés devastat, pilhat per los barons del nòrd. »
— Ernest Ferroul (1851-1921), Georges Ferré, 1907 La Guerre du Vin, Loubatières, Toulouse, 1997, 142 p.  (ISBN 2-86266-261-5), p.57
.
- La République sociale : "Peut-être viendra-t-il le jour où le Midi, prenant lui-même la direction de ses affaires, trouvera, dans une direction nouvelle, le bonheur qu'on lui aura refusé..."
- Le Figaro : "Ne vous y trompez pas, c'est un pays à reconquérir, comme au temps de Simon de Montfort."
- L'Aurore : "Autrefois, ça n'aurait pas traîné : on aurait déjà appris à ces messieurs des départements fédérés qu'il y a une République une et indivisible, et que cette République ne tolère pas qu'on joue avec elle au séparatisme".

Alors que naissent des fédérations départementales qui formeront une confédération générale placée sous la direction du comité d'Argelliers, pour certains, c'est un embryon d'un "pouvoir occitan". Le Dr Ferroul pensa à Frédéric Mistral pour prendre la tête d'un Midi autonome. Celui-ci montra sa désapprobation de la rébellion en répondant: "Plus de politique! Union en Languedoc". A ce moment, le Félibrige s'absente du mouvement de peur d'encourager une tentative séparatiste. Pierre Devoluy est mis en échec et démissionnera de son poste de chef du Félibrige en 1909. Le président Clemenceau fit procéder à des arrestations et envoya l'armée pour mater la rébellion. Il fit promulguer une loi réglementant le mouillage et la circulation des vins. La révolte occitane n’eut plus de suite, Clemenceau finira par triompher en mettant en avant la thèse du complot contre la République.

### L'ethnotype méridional
Le regard à l'Autre, porté sur les Méridionaux par la France du nord, a servi à définir la façon dont la culture française se regarde elle-même. Encore jusqu'au milieu du XIXe siècle, deux sociétés très différentes s'ignorent en France, une septentrionale et une méridionale. Seuls quelques privilégiés peuvent mettre un pied dans l'autre monde et y portent un regard biaisé, à l'origine des stéréotypes sur les Occitans. Les textes qui définissent l'ethnotype méridional sont repris dans les revues occitanes depuis le XXe siècle, comme preuve de l’existence des Occitans en tant que peuple différent.
L'arrivée du chemin de fer entre Paris et Marseille à la fin de cette époque marquera un changement radical en préparant un choc des cultures. Avec les "Méridionaux" qui montent maintenant à Paris naît une autre image : celle de l'arriviste méridional qui vient faire fortune dans les lettres ou la politique. Il est caractéristique d'une différence interne de la société française : un accent étrange et un physique de "latin" aux cheveux bruns et à la peau mate, c'est un "étranger du dedans". De plus, il est souvent politiquement de gauche, de ce fait, il représente pour la droite française l'anti-France, la décadence, la fin de la vraie France qui est celtique et germanique. On dénombre 176 élus de gauche radicale ou socialiste sur 229 députés méridionaux lors des élections législatives françaises de 1906; alors que les députés de la moitié Nord, sont majoritairement de droite. Par ailleurs, il provient d'une région économiquement faiblement productive : il est considéré comme un parasite qui vient s'enrichir en soutenant le régime républicain pour voler avec des impôts les producteurs actifs et sérieux du Nord. On assiste au XIXe siècle à un sentiment de surreprésentation des Occitans dans la politique française, amplifiée par la perte des deux provinces de l'est (Alsace-Lorraine) lors de la défaite de la guerre franco-allemande de 1870. À partir de cette époque, le nationalisme français, tout comme celui de plusieurs États-nations d'Europe sont exacerbés. Ils prennent une tournure chauvine et xénophobe. L'homme méridional fantasmé va représenter tous les défauts de la société française pour les tenants de la France réactionnaire et conservatrice de l'époque: le républicanisme, le parlementarisme, le judaïsme, le protestantisme, la franc-maçonnerie, la latinité,... La haine et le racisme anti-méridional  qui se développe dans la société française va par contrecoup conforter chez les Occitans une conscience identitaire propre.
Voici quelques textes qui ont servi à définir l'ethnotype occitan ainsi que des marques d'antiméridionalisme  :
«  On a donc plus de vigueur dans les climats froids [...]. Les peuples des pays chauds sont timides comme les vieillards le sont ; ceux des pays froids sont courageux comme le sont les jeunes gens [...]. Vous trouverez dans les climats du nord des peuples qui ont peu de vices, assez de vertues, beaucoup de sincérité et de franchise. Approchez des pays du Midi, vous croirez vous éloigner de la morale même : des passions plus vives multiplierons les crimes ; chacun cherchera à prendre sur les autres tous les avantages qui peuvent favoriser ces mêmes passions. La chaleur du climat peut être si excessive, que le corps y sera absolument sans force. Pour lors, l’abattement passera à l’esprit même ; aucune curiosité, aucune noble entreprise, aucun sentiment généreux ; les inclinations y seront toutes passives ; la paresse y sera le bonheur ; la plupart des châtimens y seront moins difficiles à soutenir, que l'action de l’âme ; et la servitude moins insupportable, que la force d’esprit qui est nécessaire pour se conduire soi-même. Dans les pays tempérés, vous verrez des peuples inconstans dans leurs manieres, dans leurs vices mêmes, & dans leurs vertus : le climat n’y a pas une qualité assez déterminée pour les fixer eux-mêmes [...]. (Dans l’Europe) l’équilibre se maintient par la paresse que (la nature) a donnée aux nations du Midi, et par l’industrie et l’activité qu’elle a donnée à celles du Nord, c’est ce qui a naturalisé la servitude chez les peuples du Midi : comme ils peuvent aisément se passer de richesses, ils peuvent encore mieux se passer de liberté. Les peuples du Nord ont et auront toujours un esprit d’indépendance et de liberté que n’ont pas les peuples du Midi. »
— Montesquieu, L’Esprit des lois. XIV, II, 1748
« Il ne faut pas longtemps regarder les têtes du Midi [...] pour se convaincre qu'il y a en France deux peuples et deux caractères très distincts. Le Midi va beaucoup plus loin et beaucoup plus vite. La législation du soleil est la première de toutes et le calme du Midi ressemble presque à la colère du Nord. Tandis qu'il y a des peuples qu'il faut pousser, celui-ci est de ceux qu'il faut retenir ou adoucir.  »
— Le préfet de l’Hérault dans le rapport à son ministre en 1818, Cité par Gérard Cholvy, "Le Languedoc et le Roussillon", Roanne, Horvath, 1982, p. 419
« Langage, costumes, aspect du pays, tout paraît étranger à qui vient du centre de la France. Je me croyais au milieu d’une ville espagnole »
— Prosper Mérimée, Notes d’un voyage dans le midi de la France, Paris, 1835, cité dans Bernard Thaon, « L’invention de la Provence dans le discours architectural », in Centre Méridional d’Histoire, Images de la Provence Les Représentations Iconographiques de la fin de Moyen Age au milieu du xxe siècle, Aix, Publications de l’Université de Provence, 1992, p. 25.
«  Qu'on ne s'y méprenne pas, il n'y a dans des villes comme Nîmes et Avignon ni Jacobins, ni Royalistes, ni Catholiques, ni Huguenots : il y a des massacres périodiques comme il y a des fièvres. A Paris on querelle, à Avignon on extermine. Il y a tout un travail d'enseignement et de moralisation à faire sur cette malheureuse populace. Ici encore il faut plaindre peut-être plus que blâmer. La nature et le climat sont complices de toutes les choses monstrueuses que font ces hommes. Quand le soleil du Midi frappe sur une idée violente contenue dans des têtes faibles, il en fait sortir des crimes.  »
— Victor Hugo, Alpes et Pyrénées, 1837
«  Les mangeurs d’ail, d’huile et de figues rappelaient aux Croisés l’impureté du sang mauresque et juif, et le Languedoc leur semblait une autre Judée. »
— Jules Michelet, historien, professeur d’histoire au Collège de France, auteur de manuels scolaires, Histoire de France Tome troisième; Meline, Cans et Compagnie, 1840.
«  Il faut bien l'avouer, on ne pense que dans les pays du Nord ; le Midi se contente de peindre, ou plus exactement d'enluminer les objets. Du sentiment, point, une sensibilité toute climatérique. Les langues y sont tantôt, comme l'italien, un parlage de femmes, une conversation de caillettes, tantôt, comme l'espagnol, un assemblage de mots retentissants, donquichottesques, tout à fait appropriés à de grands sentiments qui sont à l'héroïsme ce que sont les géants aux grands hommes [...] Quant à la langue provençale, qui se donne aujourd'hui un mal infini pour prouver qu'elle existe, elle a eu récemment un poète qu'on a dit être de la force d'Homère [...] Que diable, messieurs, faites des vers en patois si vous avez la fibre du pays, mais si vous voulez être Français, soyez le pour de bon. [...] Fils de Simon de Montfort, à la rescousse et sus aux Albigeois ! »
— Francis Magnard, Figaro, 28 avril 1864
«  Notre étourderie vient du Midi, et, si la France n'avait pas entraîné le Languedoc et la Provence dans son cercle d'activité, nous serions sérieux, actifs, protestants, parlementaires. Notre fond de race est le même que celui des Iles-Britanniques.  »
— Ernest Renan, La Réforme intellectuelle et morale, 1871, rééd. Complexe 1990.
«  Dans le midi, les gens aisés du moins sont français, le petit peuple est tout autre chose, peut-être espagnol ou maure  »
— Jules Michelet (1798-1874), Tableau de la France.
« Ce ne sont pas du tout des français mais des espagnols, des italiens.[...] des latins mâtinés d'arabes.  »
— Joris-Karl Huysmans, .
« L'accent confirme l'allure de ces bons plaisants méridionaux, ces êtres au brou de noix, Latins mâtinés d'arabes, surtout pas Celtes ni Germains.  »
— Joris-Karl Huysmans, .
« Tout ce que je puis vous dire, c'est ceci : je hais par-dessus tous les gens exubérants. Or tous les Méridionaux gueulent, ont un accent qui m'horripile, et par-dessus le marché, ils font des gestes. Non, entre ces gens qui ont de l'astrakan bouclé sur le crâne et des palissades d'ébène le long des joues et de grands flegmatiques et silencieux Allemands, mon choix n'est pas douteux. Je me sentirai toujours plus d'affinités pour un homme de Leipzig que pour un homme de Marseille. Tout, du reste, tout, excepté le Midi de la France, car je ne connais pas de race qui me soit plus particulièrement odieuse! »
— Joris-Karl Huysmans, Joris-Karl Huysmans parlant du patriotisme français in " Joris-Karl Huysmans " interviewé par A. Meunier, fascicule no 263 de la série Les Hommes d'aujourd'hui, Vanier, 1885.
« Midi race de mendiants et de lâches, de fanfarons et d'imbéciles.  »
— Joris-Karl Huysmans, Carnet vert, Bibliothèque de l'Arsenal, 1887.
« Vive l'Allemagne et à bas Marseille ! - ah ! les Valmajour et les Mistral, la Provence et le Quercy ! - quand je me sonde, je me sens une haine de catholique contre l'ignoble juif qui domine maintenant le monde et une exécration de vieux saxon contre la bruyante race latine. Non, vrai, je ne suis pas de mon temps ! et surtout pas de la nationalité qu'on m'impose !  »
— Joris-Karl Huysmans, 31 mai 1884 en parlant de l’expansionnisme méridional.
« Le Midi,[...] climat, mœurs, tempérament, l’accent, les gestes, frénésies et  ébullitions de notre soleil, et cet ingénu besoin de mentir qui vient d’un excès d’imagination, d’un délire expansif, bavard et bienveillant, si peu semblable au froid mensonge pervers et calculé qu’on rencontre dans le Nord.  »
— Alphonse Daudet, Souvenirs d'un homme de lettres, 1888
« Les gens d’ici me déplaisent excessivement. Il y a dans l’accent un jappement et comme des rentrées de clarinette. À les voir remuer, s’aborder, on sent qu’on est en présence d’une autre race : un mélange du carlin et du singe ; une facilité vide, une exagération involontaire et continue ; un manque de tact perpétuel. […] Mon impression, sur le Cours, est que ces gens-là ont besoin d’être gouvernés par autrui. Ils sont parfaitement incapables d’avoir le moindre empire sur eux-mêmes. Le sang, l’action, la colère, leur montent tout de suite à la tête.  »
— Hippolyte Taine, (1828-1893) Voyages littéraires, Toulouse.
«  Tout est chant dans leur langage ; on dirait des Italiens plus légers et plus enfants. À les écouter, on a peine à croire qu’ils parlent sérieusement ; ce sont des polichinelles gentils. Et quelle familiarité ! quelle audace ! Leur civilisation de l’an 1100 était un mélange de précocité, de polissonnerie, d’extravagance. — On comprend qu’ils  [Nota: les Occitans] aient reçu d’ailleurs une discipline et des maîtres. Moineaux délurés, sautillants, impertinents, imprudents, bons pour babiller, donner des coups de bec, lisser leurs plumes, courtiser les femelles, avoir bon air et entrer en cage. — Comme l’Italie, c’est un pays tombé, qui reste en arrière des autres, et ne remonte au niveau des autres que par le contact d’une administration ou d’une civilisation étrangère.  »
— Hippolyte Taine, Carnets de voyage, 1863
« Le Méridional, voilà l'ennemi. »
— Gaston Méry, Sous-titre du roman Jean Révolte, Dentu, 1891
«  [...] si les juifs sont des accapareurs, les Méridionaux sont des envahisseurs. De leurs doigts crochus, les juifs attirent tout à eux, les méridionaux, eux, s'insinuent partout. Semblable au criquet en Algérie le Méridional se faufile partout où il y a une parcelle de pouvoir à saisir. Le pouvoir, c'est ce qui l'hypnotise, comme l'or hypnotise le sémite. Pas plus que les sémites, ils ne sont de même race que nous. Ils ont, et ils s'en vantent, une langue spéciale, des mœurs spéciales, une cuisine spéciale. ! Comme les juifs, ils se sont mêlés à nous, mais comme! les juifs on les distingue au Premier coup d'œil. Leur accent, leur manque de tact, un je ne sais quoi qui émane: d'eux, quelque chose de faux, d'outré, d'agaçant et de répugnant les fait reconnaître, comme une odeur d'ail. Gascon et Provençal, cela n'est-il pas synonyme de hâbleur, de menteur, de fanfaron ? (...) Il ne faut pas s'y tromper, sous le bon garçon sans souci et jovial qu'il paraît, se cache presque toujours un ambitieux à froid, un égoïste féroce. Ce qui domine en lui, c'est le désir de s'élever par tous les moyens, car si le Juif veut de l'argent, le Méridional veut des places et tous deux d'ailleurs se tendent volontiers la main, s'entraidant comme larrons en foire. »
— Gaston Méry, Jean Révolte, Dentu, 1891
«  De plus, Juif aussi en cela, comme il possède à un degré extraordinaire l'instinct de l'association, quand le Midi est quelque part, il abonde. [Le méridional] s'étend comme un filet, une toile d'araignée monstrueuse, sur le pays tout entier. La politique, l'administration, le clergé, la littérature, l'art, il a tout envahi. Il est devenu la cuscute de la France, une sorte de parasite vorace qui nous ronge et nous ruine [...] Il faut résolument [les] retrancher de chez nous comme une excroissance infectieuse, comme une loupe hideuse absorbant le meilleur de nos veines [...] Dans la politique, c'est le Juif qui dirige, et le Méridional qui agit. Derrière Rouvier, il y a Rothschild [...] Si le Juif veut de l'argent, le Méridional veut des places.. »
— Gaston Méry, Jean Révolte, Dentu, 1891
« La grande lutte sociale de cette fin de siècle sera bien plus une lutte de races qu'une lutte de classes. [...] le bourgeois qu'il faut combattre, c'est le bourgeois latin ou juif. Il faut résolument le retrancher de chez nous. Quant à l'autre, le bourgeois [français], celui-là n'est pas à craindre : c'est la brebis égarée qui rentrera dans le troupeau. »
— Gaston Méry, Jean Révolte, Dentu, 1891, p. 305
« Et vous ne trouvez pas que le moment est venu de nous associer à notre tour, nous les vrais Gaulois, nous les gens d’ici, pour résister à cette nouvelle invasion de l’esprit latin. Et pourquoi ne fonderions-nous pas, nous, l’école des Racistes. […] Oui, l’école des Racistes, qui combattrait tout ce qui n’est pas dans le génie de notre race, toutes ces influences étrangères qui ont dénaturé notre littérature, l’influence russe, l’influence allemande, l’influence anglaise, mais surtout celle qui nous a le mieux pénétrés, l’influence méridionale représentée aujourd’hui par les Romans, les Cigaliers et les Félibres ! »
— Gaston Méry, essayiste, pamphlétaire et journaliste, Jean Révolte (le Méridional, voilà l’ennemi!), Dentu, Paris, 1892
« L’homme du Midi n’est pas porté au travail régulier et intense, à l’initiative individuelle, à l’action privée ; il trouve plus commode de vivre en s’appuyant sur le groupe de la famille, des amis, des voisins, du clan, de l’État. Ce régime social développe plutôt le type du frelon que de l’abeille. Il favorise un égoïsme qui se dissimule sous les apparences menteuses de la solidarité. Son plus beau triomphe est d’avoir acclimaté en France cette politique alimentaire qui permet aux intrigants de vivre sur le budget et aux dépens des travailleurs. C’est ainsi que le Midi pousse insensiblement la France dans la voie où sont déjà engagées la Grèce, l’Italie et l’Espagne : c’est la voie de la décadence  »
— Edmond Demolins, sociologue conservateur, 1898
« Ces frivoles Méridionaux sont la cause vivante de l'avilissement des consciences, de l'abaissement moral et politique de la France. »
— Maurice Barrès,  "La Sagesse de l'Est" publié dans "La Patrie", 10.10.1902
«  ‘Les politiciens qui ne sont pas d’ici’ ne sont pas de ‘là-bas’, non plus, mon cher maître [Jules Lemaître] ! Ils ont la patrie de leurs négriers, Jérusalem, ou celle de leurs prêtres et docteurs, Genève, Berlin, Londres. [...] Un coup d’oeil sur la carte ethnographique et religieuse de la France permet de voir  [que]  tel département, tel arrondissement du midi n’est qu’un ghetto. Telles régions abondent en petites enclaves protestantes.  [...]  Ces régions et les régions circonvoisines seront donc nécessairement, en toute période d’anarchie, des foyers actifs d’influence judéo-protestante, de propagande maçonnique. Le fait confirme l’hypothèse. Il la vérifie pleinement. Nous étions sûrs, pour d’autres raisons et sur d’autres faits, de la domination secrète des Quatre États confédérés sur la France contemporaine. Mais le midi présente un cas privilégié, qui illustre cette domination: où les juifs et les protestants se trouvent les plus nombreux et les plus ramassés, là aussi se trouvent les boulevards et les plates formes de la République opportuno-radico-socialiste, sectaire en religion, désorganisatrice des finances et de l’armée. [...] Les petites minorités camisardes ou albigeoises, appuyées sur l’état central, y oppriment en tout premier lieu l’indigène, aussi traditionnellement catholique, aussi patriotiquement français que M. Jules Delafosse peut le souhaiter.  »
— Charles Maurras,  « Le Midi esclave », trois articles dans La Gazette de France, 19, 22 et 24 décembre 1903.
« La question des races est ouvertes [Nota: en parlant des Méridionaux] [...] l'éloquence forcément tient beaucoup trop de place - et l'éloquence, c'est très vite la verbosité, le mensonge, le néant  »
— Maurice Barrès, Les lézardes sur la maison, Paris, E. Sansot et Cie, 1904, p. 39-40, en ligne
« Au sud de la Loire, ceux qui ont prédominé appartenaient à des races d’un type social inférieur : des Latins, amalgamés à des Grecs et à des Levantins, qui ont importé les défauts de l’Orient [...] La générosité d’un climat trop doux et trop clément prédispose le Méridional à l’indolence. Il a beaucoup de peine à se défendre du lazzaronisme [...] Le Midi veut s’emparer du cerveau de nos enfants pour en faire un cerveau d’asservis, chasser de leur intelligence la fière pensée germaine et les transformer en un troupeau d’électeurs passifs et soumis [...] Dans la grande famille française, le Nord remplit le rôle du fils laborieux qui peine, produit, économise. Le Midi est le noceur et le dissipateur. [...] Trop souvent les fonctionnaires constituent chez nous l’armée d’occupation du Midi.  »
— Dessaint, journaliste lié aux betteraviers de la Somme, 1906
« [...] aime le luxe, le farniente, la mollesse, les jeux et le jeu, et qui le cabaret qui le café. Il est impressionnable, nerveux, imaginatif, exubérant, gai, plein d’esprit, tantôt violent, tantôt apathique. C’est le caractère connu de tous, sous le nom de méridional.  »
— Onésime Reclus, La France à vol d’oiseau, 1908
« le Nord paiera encore pour le Midi »
— « Le Nord paiera encore pour le Midi. Création d’une redevance de 5 % sur l’énergie électrique » Le Nord industriel, 29 mai 1926
« Le Nord abrite des travailleurs, qui n’ayant le loisir de se réchauffer voluptueusement aux chauds rayons de l’astre des jours, consacrent leur labeur à l’enrichissement du Trésor par le versement du cinquième de la contribution totale de tous les départements français. »
— Hector Franchomme, Le Lion de Flandres, numéro 2, 1929
« Alger, Dakar, Saïgon, c’est encore Marseille. Toutes rivalisent avec elles de bruit infernal, de laideur, de poussière, de vols, de camelote, de typhus, de rats pesteux, de stupéfiants ; elles en imitent l’accent ignoble, la cuisine à l’ail et à l’huile, la pouillerie, les monopoles municipaux, les déserteurs, les nervi, les marlous corses, les cinémas obscènes, la démagogie méridionale et brachycéphale, les Levantins pourris, les « sidis » marchands de tapis et les lépreux sans nez. »
— Paul Morand (1888-1976), écrivain, diplomate et académicien, A.O.F. de Paris à Tombouctou, Flammarion, 1932
« La France n’est latine que par hasard, par raccroc, par défaites, en réalité elle est celte, germanique pour les trois quarts. Le latinisme plaît beaucoup aux Méridionaux francs-maçons. Le latinisme, c’est tout près de la Grèce. La Grèce, c’est déjà de l’Orient. L’Orient, c’est tout près de la Loge ; La Loge c’est déjà du Juif. Le Juif, c’est déjà du nègre. Ainsi soit-il. La bougnoulisation du Blanc par persuasion latine, par promiscuité maçonnique. La France est aryenne, pas du tout juive, pas du tout nègre. La partie solide de la France, l’anti discoureuse, a toujours été la partie celte et germanique ; la partie qui se fait tuer, la partie qui produit, la partie qui travaille, la partie qui paie est celte et germanique. Dix départements du Nord paient autant d’impôts que tout le reste de la France. La partie non celtique de la France cause et pontifie. Elle donne au pays ses ministres, ses vénérables, ses congressistes hyper-sonores. C’est la partie vinasseuse de la République, la Méridionale, profiteuse, resquilleuse, politique, éloquente, creuse.  »
— Louis-Ferdinand Céline, L’Ecole des cadavres 1938
«  [...] vifs, souvent exubérants, prompts à l’enthousiasme, abondants parleurs et naturellement éloquents, aimant la plaisanterie spirituelle, sociables et gais, ils se plaisent aux longs bavardages, aux discussions vibrantes sous les platanes du cours ou aux terrasses des cafés.  »
— Ernest Granger, géographe, La France son visage, son peuple, ses ressources 1942
« Zone Sud, peuplée de bâtards méditerranéens, de Narbonoïdes dégénérés, de nervis, Félibres gâteux, parasites arabiques que la France aurait eu tout intérêt à jeter par-dessus bord. Au-dessous de la Loire, rien que pourriture, fainéantise, infect métissage négrifié.  »
— Louis-Ferdinand Céline, novembre 1942
« Adieu les sudistes abrutis par leur soleil cuisant. Leur seul but dans la vie c’est la troisième mi-temps. Accueillant soi-disant, pfff, ils te baisent avec le sourire. Tu peux le voir à leur façon de conduire. »
— Le rappeur Orelsan, chanson Suicide Social, Warner Chappel Music France, 7TH magnitude, 2008

### Le modèle de la civilisation occitane
Le modèle et l'agonie de la civilisation occitane sont décrits par Simone Weil (1909-1943) dans ses deux articles: « L'agonie d'une civilisation vue à travers un poème épique » et « En quoi consiste l'inspiration occitanienne? ». C'est un soutien à une vision politique radicalement différente du nationalisme fermé qui s'est développé en France et dans d'autres État-nations depuis 1870, et qui a abouti à la "sombre Europe" des années 1940. Elle trace les grandes lignes d'une nouvelle civilisation qu'elle espère pour l'Europe, fondée sur les valeurs de la sagesse grecque et chrétienne. En même temps, cela redonne à des élites occitanes une image positive de leurs origines ainsi qu'une conscience collective occitane nouvelle.
« Rien ne vaut la piété envers les patries mortes. Personne ne peut avoir l'espoir de ressusciter ce pays d'Oc. On l'a, par malheur, trop bien tué. Cette piété ne menace en rien l'unité de la France, comme certains en ont exprimé la crainte. Quand même on admettrait qu'il est permis de voiler la vérité quand elle est dangereuse pour la patrie, ce qui est au moins douteux, il n'y a pas ici de telle nécessité. Ce pays, qui est mort et qui mérite d'être pleuré, n'était pas la France. Mais l'inspiration que nous pouvons y trouver ne concerne pas le découpage territorial de l'Europe. Elle concerne notre destinée d'hommes. »
— Simone Weil, En quoi consiste l'inspiration occitanienne? Domenico Canciani, "Des textes dont le feu brûle encore... Simone Weil, les Cahiers du Sud et la civilisation occitanienne", Cahiers Simone Weil, 2002, vol. 25, no 2, pp. 89-131 En quoi consiste l'inspiration occitanienne? par Simone Weil
«  Beaucoup de crimes et d'erreurs. Le crime décisif a peut-être été le meurtre de ce pays occitanien sur la terre duquel nous vivons. Nous savons qu'il fut à plusieurs égards le centre de la civilisation romane. Le moment où il a péri est aussi celui où la civilisation romane a pris fin. »
— Simone Weil, En quoi consiste l'inspiration occitanienne? Domenico Canciani, "Des textes dont le feu brûle encore... Simone Weil, les Cahiers du Sud et la civilisation occitanienne", Cahiers Simone Weil, 2002, vol. 25, no 2, pp. 89-131 En quoi consiste l'inspiration occitanienne? par Simone Weil
« Le Moyen Âge gothique, qui apparut après la destruction de la patrie occitanienne, fut un essai de spiritualité totalitaire. »
— Simone Weil, En quoi consiste l'inspiration occitanienne? Domenico Canciani, "Des textes dont le feu brûle encore... Simone Weil, les Cahiers du Sud et la civilisation occitanienne", Cahiers Simone Weil, 2002, vol. 25, no 2, pp. 89-131 En quoi consiste l'inspiration occitanienne? par Simone Weil
« L'essence de l'inspiration occitanienne est identique à celle de l'inspiration grecque. »
— Simone Weil, En quoi consiste l'inspiration occitanienne? Domenico Canciani, "Des textes dont le feu brûle encore... Simone Weil, les Cahiers du Sud et la civilisation occitanienne", Cahiers Simone Weil, 2002, vol. 25, no 2, pp. 89-131 En quoi consiste l'inspiration occitanienne? par Simone Weil
«  Quand on compare à l'Iliade les épopées composées au Moyen Âge en langue française, on sent vivement que les exploits, les souffrances et la mort de quelques guerriers semblent, dans le cadre épique, choses petites et froides. Une civilisation tout entière, naguère en plein essor, frappée soudain d'un coup mortel par la violence des armes, destinée à disparaître sans retour, et représentée dans les dernières palpitations de l'agonie, tel est peut-être le seul thème assez grand pour l'épopée. C'est celui de l'Iliade; c'est aussi celui d'un fragment d'épopée composé au Moyen Âge en langue d'oc, et qui constitue la deuxième partie du texte connu sous le nom de Chanson de la Croisade contre les Albigeois.

Toulouse en est le centre, comme Troie est le centre de l'Iliade. Certes, on ne peut même pas songer à comparer les deux poèmes pour la langue, la versification, le style, le génie poétique; pourtant, dans le poème de Toulouse, le véritable accent épique se fait sentir, et les traits poignants n'y sont pas rares. Composé pendant le combat, avant que l'issue n'en fût connue, par un partisan de la ville menacée, ces circonstances le privent de la merveilleuse poésie qui enveloppe l'Iliade, mais en font un document de grande valeur. L'authenticité du témoignage, que confirme la comparaison avec d'autres récits contemporains, est garantie par l'abondance et la minutie des détails, mais surtout par l'accent, par ce mélange de passion et d'impartialité qui fait le ton propre aux grandes œuvres.
La civilisation qui constitue le sujet du poème n'a pas laissé d'autres traces que ce poème même, quelques chants de troubadours, de rares textes concernant les cathares, et quelques merveilleuses églises. Le reste a disparu; nous pouvons seulement tenter de deviner ce que fut cette civilisation que les armes ont tuée, dont les armes ont détruit les œuvres. Avec si peu de données, on ne peut espérer qu'en retrouver l'esprit; c'est pourquoi, si le poème en donne un tableau embelli, il n'en est pas par là un moins bon guide; car c'est l'esprit même d'une civilisation qui s'exprime dans les tableaux qu'en donnent ses poètes. Ainsi le vers de Virgile: « Toi, Romain, occupe-toi de dominer souverainement les peuples » permettrait à lui seul de concevoir l'esprit de la civilisation romaine aussi bien qu'une vaste documentation. Il suffit qu'en lisant le poème de Toulouse, et en évoquant ce que l'on sait d'autre part concernant ce temps et ce pays, on fasse un effort d'imagination; on verra apparaître la ressemblance de ce qui fut.
Ce qui frappe tout d'abord dans ce récit d'une guerre religieuse, c'est qu'il n'y est pour ainsi dire pas question de religion. Sans doute Simon de Montfort et ses évêques y parlent trois ou quatre fois des hérétiques; des évêques, en présence du pape, accusent les comtes de Toulouse et de Foix de les favoriser, et le comte de Foix s'en défend; les partisans de Toulouse et le poète lui-même, à chaque victoire, se félicitent d'être soutenus par Dieu, le Christ, le Fils de la Vierge, la Trinité. Mais on chercherait vainement quelque autre allusion à des controverses religieuses; on ne peut guère expliquer ce silence, dans un poème aussi vivant, où palpite toute une ville, qu'en admettant qu'il n'y avait à peu près pas de dissensions religieuses dans la cité et parmi ses défenseurs. Les désastres qui s'abattirent sur ce pays auraient pu porter la population soit à s'en prendre aux cathares comme cause de son malheur et à les persécuter, soit à adopter leur doctrine par haine de l'envahisseur et à regarder les catholiques comme des traîtres. Apparemment ni l'une ni l'autre réaction ne se produisit. Cela est extraordinaire.
Soit que l'on veuille louer, blâmer ou excuser les hommes du Moyen Âge, on croit volontiers aujourd'hui que l'intolérance était une fatalité de leur époque; comme s'il y avait des fatalités pour les temps et les lieux. Chaque civilisation, comme chaque homme, a la totalité des notions morales à sa disposition, et choisit. Si le père de saint Louis, comme le raconte le poème, crut servir Dieu en autorisant froidement le massacre d'une ville entière après qu'elle se fut rendue, c'est qu'il avait choisi ainsi; son petit-fils devait plus tard choisir de même, et saint Louis lui-même aussi, lui qui regardait le fer comme un bon moyen, pour des laïques, de régler les controverses religieuses. Ils auraient pu choisir autrement, et la preuve en est que les villes du Midi, au XIIe siècle, choisirent autrement. Si l'intolérance l'emporta, c'est seulement parce que les épées de ceux qui avaient choisi l'intolérance furent victorieuses. Ce fut une décision purement militaire. Contrairement à un préjugé très répandu, une décision purement militaire peut influer sur le cours des pensées pendant de longs siècles, sur de vastes espaces; car l'empire de la force est grand.
L'Europe n'a plus jamais retrouvé au même degré la liberté spirituelle perdue par l'effet de cette guerre. Car au XVIIIe et au XIXe siècle on élimina seulement de la lutte des idées les formes les plus grossières de la force; la tolérance alors en faveur contribua même à la constitution de partis cristallisés et substitua aux contraintes matérielles les barrières spirituelles. Mais le poème de Toulouse nous montre, par le silence même qu'il observe à ce sujet, combien le pays d'oc, au XIIe siècle, était éloigné de toute lutte d'idées. Les idées ne s'y heurtaient pas, elles y circulaient dans un milieu en quelque sorte continu. Telle est l'atmosphère qui convient à l'intelligence; les idées ne sont pas faites pour lutter. La violence même du malheur ne put susciter une lutte d'idées dans ce pays; catholiques et cathares, loin de constituer des groupes distincts, étaient si bien mélangés que le choc d'une terreur inouïe ne put les dissocier. Mais les armes étrangères imposèrent la contrainte, et la conception de la liberté spirituelle qui périt alors ne ressuscita plus.
S'il y a un lieu du globe terrestre où un tel degré de liberté puisse être précieux et fécond, c'est le pourtour de la Méditerranée. À qui regarde la carte, la Méditerranée semble destinée à constituer un creuset pour la fusion des traditions venues des pays nordiques et de l'Orient; ce rôle, elle l'a joué peut-être avant les temps historiques, mais elle ne l'a joué pleinement qu'une fois dans l'histoire, et il en résulta une civilisation dont l'éclat constitue encore aujourd'hui, ou peu s'en faut, notre seule clarté, à savoir la civilisation grecque. Ce miracle dura quelques siècles et ne se reproduisit plus. Il y a vingt-deux siècles les armes romaines tuèrent la Grèce, et leur domination frappa de stérilité le bassin méditerranéen; la vie spirituelle se réfugia en Syrie, en Judée, puis en Perse. Après la chute de l'Empire romain, les invasions du Nord et de l'Orient, tout en apportant une vie nouvelle, empêchèrent quelque temps la formation d'une civilisation. Ensuite le souci dominant de l'orthodoxie religieuse mit obstacle aux relations spirituelles entre l'Occident et l'Orient. Quand ce souci disparut, la Méditerranée devint simplement la route par où les armes et les machines de l'Europe allèrent détruire les civilisations et les traditions de l'Orient. L'avenir de la Méditerranée repose sur les genoux des dieux. Mais une fois, au cours de ces vingt-deux siècles, une civilisation méditerranéenne a surgi qui peut-être aurait avec le temps constitué un second miracle, qui peut-être aurait atteint un degré de liberté spirituelle et de fécondité aussi élevé que la Grèce antique, si on ne l'avait pas tuée.
Après le Xe siècle, la sécurité et la stabilité étaient devenues suffisantes pour le développement d'une civilisation; l'extraordinaire brassage accompli depuis la chute de l'Empire romain pouvait dès lors porter ses fruits. Il ne le pouvait nulle part au même degré que dans ce pays d'oc ou le génie méditerranéen semble s'être alors concentré. Les facteurs d'intolérance constitués en Italie par la présence du pape, en Espagne par la guerre ininterrompue contre les Maures, n'y avaient pas d'équivalent; les richesses spirituelles y affluaient de toutes parts sans obstacle. La marque nordique est assez visible dans une société avant tout chevaleresque; l'influence arabe pénétrait facilement dans des pays étroitement liés à l'Aragon; un prodige incompréhensible fit que le génie de la Perse prit racine dans cette terre et y fleurit, au temps même ou il semble avoir pénétré jusqu'en Chine. Ce n'est pas tout peut-être; ne voit-on pas à Saint-Sernin, à Toulouse, des têtes sculptées qui évoquent l'Égypte?
Les attaches de cette civilisation étaient aussi lointaines dans le temps que dans l'espace. Ces hommes furent les derniers peut-être pour qui l'antiquité était encore chose vivante. Si peu qu'on sache des cathares, il semble clair qu'ils furent de quelque manière les héritiers de la pensée platonicienne, des doctrines initiatiques et des Mystères de cette civilisation pré-romaine qui embrassait la Méditerranée et le Proche-Orient; et, par hasard ou autrement, leur doctrine rappelle par certains points, en même temps que le bouddhisme, en même temps que Pythagore et Platon, la doctrine des druides qui autrefois avait imprégné la même terre. Quand ils eurent été tués, tout cela devint simple matière d'érudition. Quels fruits une civilisation si riche d'éléments divers a-t-elle portés, aurait-elle portés? Nous l'ignorons; on a coupé l'arbre. Mais quelques sculptures peuvent évoquer un monde de merveilles, et rien ne dépasse ce que suggèrent celles des églises romanes du Midi de la France. Le poète de Toulouse sent très vivement la valeur spirituelle de la civilisation attaquée; il l'évoque continuellement; mais il semble impuissant à l'exprimer, et emploie toujours les mêmes mots, Prix et Parage, parfois Parage et Merci. Ces mots, sans équivalents aujourd'hui, désignent des valeurs chevaleresques. Et pourtant c'est une cité, c'est Toulouse qui vit dans le poème, et elle y palpite tout entière, sans aucune distinction de classes. Le comte ne fait rien sans consulter toute la cité, « li cavalier et borgez e la cuminaltatz », et il ne lui donne pas d'ordres, il lui demande son appui; cet appui, tous l'accordent, artisans, marchands, chevaliers, avec le même dévouement joyeux et complet. C'est un membre du Capitole qui harangue devant Muret l'armée opposée aux croisés; et ce que ces artisans, ces marchands, ces citoyens d'une ville — on ne saurait leur appliquer le terme de bourgeois — voulaient sauver au prix de leur vie, c'était Joie et Parage, c'était une civilisation chevaleresque.
Ce pays qui a accueilli une doctrine si souvent accusée d'être antisociale fut un exemple incomparable d'ordre, de liberté et d'union des classes. L'aptitude à combiner des milieux, des traditions différentes y a produit des fruits uniques et précieux à l'égard de la société comme de la pensée. Il s'y trouvait ce sentiment civique intense qui a animé l'Italie du Moyen Âge; il s'y trouvait aussi une conception de la subordination semblable à celle que T.-E. Lawrence a trouvée vivante en Arabie en 1917, à celle qui, apportée peut-être par les Maures, a imprégné pendant des siècles la vie espagnole. Cette conception, qui rend le serviteur égal au maître par une fidélité volontaire et lui permet de s'agenouiller, d'obéir, de souffrir les châtiments sans rien perdre de sa fierté, apparaît au XIIIe siècle dans le Poème du Cid, comme aux XVIe et XVIIe siècles dans le théâtre espagnol; elle entoura la royauté, en Espagne, d'une poésie qui n'eut jamais d'équivalent en France; étendue même à la subordination imposée par violence, elle ennoblit jusqu'à l'esclavage, et permettait à des Espagnols nobles, pris et vendus comme esclaves en Afrique, de baiser à genoux les mains de leurs maîtres, sans s'abaisser, par devoir et non par lâcheté. L'union d'un tel esprit avec le sentiment civique, un attachement également intense à la liberté et aux seigneurs légitimes, voilà ce qu'on n'a peut-être pas vu ailleurs que dans le pays d'oc au XIIe siècle. C'est une civilisation de la cité qui se préparait sur cette terre, mais sans le germe funeste des dissensions qui désolèrent l'Italie; l'esprit chevaleresque fournissait le facteur de cohésion que l'esprit civique ne contient pas. De même, malgré certains conflits entre seigneurs, et en l'absence de toute centralisation, un sentiment commun unissait ces contrées; on vit Marseille, Beaucaire, Avignon, Toulouse, la Gascogne, l'Aragon, la Catalogne, s'unir spontanément contre Simon de Montfort. Plus de deux siècles avant Jeanne d'Arc, le sentiment de la patrie, une patrie qui, bien entendu, n'était pas la France, fut le principal mobile de ces hommes; et ils avaient même un mot pour désigner la patrie; ils l'appelaient le langage.
Rien n'est si touchant dans le poème que l'endroit où la cité libre d'Avignon se soumet volontairement au comte de Toulouse vaincu, dépouillé de ses terres, dépourvu de toute ressource, à peu près réduit à la mendicité. Le comte, averti des intentions d'Avignon, s'y rend; il trouve les habitants à genoux, qui lui disent: « Tout Avignon se met en votre seigneurie — chacun vous livre son corps et son avoir. » Avec des larmes ils demandent au Christ le pouvoir et la force de le remettre dans son héritage. Ils énumèrent les droits seigneuriaux qu'ils s'engagent désormais à acquitter; et, après avoir tous prêté serment, ils disent au comte: « Seigneur légitime et aimé — N'ayez aucune crainte de donner et de dépenser — Nous donnerons nos biens et sacrifierons nos corps — Pour que vous recouvriez votre terre ou que nous mourions avec vous. » Le comte, en les remerciant, leur dit que leur langage leur saura gré de cette action. Peut-on imaginer, pour des hommes libres, une manière plus généreuse de se donner un maître? Cette générosité fait voir à quel point l'esprit chevaleresque avait imprégné toute la population des villes.
Il en était tout autrement dans les pays d'où provenaient les vainqueurs de cette guerre; là, il y avait non pas union, mais lutte entre l'esprit féodal et l'esprit des villes. Une barrière morale y séparait nobles et roturiers. Il devait en résulter, une fois le pouvoir des nobles épuisé, ce qui se produisit en effet, à savoir l'avènement d'une classe absolument ignorante des valeurs chevaleresques; un régime où l'obéissance devenait chose achetée et vendue; les conflits de classes aigus qui accompagnent nécessairement une obéissance dépouillée de tout sentiment de devoir, obtenue uniquement par les mobiles les plus bas. Il ne peut y avoir d'ordre que là où le sentiment d'une autorité légitime permet d'obéir sans s'abaisser; c'est peut-être là ce que les hommes d'oc nommaient Parage. S'ils avaient été vainqueurs, qui sait si le destin de l'Europe n'aurait pas été bien différent? La noblesse aurait pu alors disparaître sans entraîner l'esprit chevaleresque dans son désastre, puisqu'en pays d'oc les artisans et les marchands y avaient part. Ainsi à notre époque encore nous souffrons tous et tous les jours des conséquences de cette défaite.
L'impression dominante que laisse le tableau de ces populations, tel qu'on le trouve dans la Chanson de la Croisade, c'est l'impression de bonheur. Quel coup dut être pour elles le premier choc de la terreur, quand, dès la première bataille, la cité entière de Béziers fut massacrée froidement! Ce coup les fit plier; il avait été infligé à cet effet. Il ne leur fut pas permis de s'en relever; les atrocités se succédèrent. Il se produisit des effets de panique très favorables aux agresseurs. La terreur est une arme à un seul tranchant. Elle a toujours bien plus de prise sur ceux qui songent à conserver leur liberté et leur bonheur que sur ceux qui songent à détruire et à écraser; l'imagination des premiers est bien plus vulnérable, et c'est pourquoi, la guerre étant, avant tout, affaire d'imagination, il y a presque toujours quelque chose de désespéré dans les luttes que livrent des hommes libres contre des agresseurs. Les gens d'oc subirent défaite après défaite : tout le pays fut soumis. S'il faut croire le poète, Toulouse, ayant prêté serment à Simon de Montfort, sur le conseil du comte de Toulouse lui-même, après la défaite de Muret, ne songea pas à violer sa parole; et sans doute les vainqueurs auraient pu s'appuyer sur l'esprit de fidélité qui dans ces pays accompagnait toujours l'obéissance. Mais ils traitèrent les populations conquises en ennemies, et ces hommes, accoutumés à obéir par devoir et noblement, furent contraints d'obéir par crainte et dans l'humiliation.
Quand Simon de Montfort eut fait sentir aux habitants de Toulouse qu'il les regardait en ennemis malgré leur soumission, ils prirent les armes; mais ils les déposèrent aussitôt et se mirent à sa merci, poussés par leur évêque qui promettait de les protéger. C'était un piège; les principaux habitants furent enchaînés, frappés et chassés avec une brutalité telle que plusieurs en moururent; la ville fut entièrement désarmée, dépouillée de tous ses biens, argent, étoffes et vivres, et en partie démolie. Mais, tout lien de fidélité étant dès lors rompu, il suffit que le seigneur légitime pénétrât dans Toulouse avec quelques chevaliers pour que cette population écrasée et sans armes se soulevât. Elle remporta des victoires répétées sur un ennemi puissamment armé et enflé par ses triomphes; tant le courage, lorsqu'il procède du désespoir, est parfois efficace contre un armement supérieur. Selon le mot de Simon de Montfort, les lièvres se retournèrent alors contre les lévriers. Au cours d'un de ces combats, une pierre lancée par la main d'une femme tua Simon de Montfort; puis la ville osa se mettre en défense contre le fils du roi de France, arrivé avec une nombreuse armée. Le poème s'achève là, et sur un cri d'espoir. Mais cet espoir ne devait être réalisé qu'en partie. Toulouse échappa à l'anéantissement; mais le pays ne devait pas échapper à la conquête; Prix et Parage devaient disparaître. Par la suite, le destin de ce pays eut longtemps encore quelque chose de tragique. Un siècle et demi plus tard, un oncle de Charles VI le traitait en pays conquis, avec tant de cruauté que quarante mille hommes s'enfuirent en Aragon. Il eut encore des frémissements à l'occasion des guerres religieuses, des luttes contre Richelieu, et fut maintes fois ravagé; l'exécution du duc de Montmorency, mis à mort à Toulouse parmi la vive douleur de la population, en marque la soumission définitive. Mais à ce moment, ce pays, depuis longtemps déjà, n'avait plus d'existence véritable; la langue d'oc avait disparu comme langue de civilisation, et le génie de ces lieux, bien qu'il ait influé sur le développement de la culture française, n'a jamais trouvé d'expression propre après le XIIIe siècle.
En ce cas comme en plusieurs autres, l'esprit reste frappé de stupeur en comparant la richesse, la complexité, la valeur de ce qui a péri avec les mobiles et le mécanisme de la destruction. L'Église cherchait à obtenir l'unité religieuse; elle mit en action le ressort le plus simple, en promettant le pardon des péchés aux combattants et le salut inconditionnel à ceux qui tomberaient. La licence constitue le grand attrait de toutes les luttes armées; quelle puissante ivresse doit être la licence poussée à ce degré, l'impunité et même l'approbation assurées dans ce monde et dans l'autre à n'importe quel degré de cruauté et de perfidie! On voit, il est vrai, dans le poème, certains croisés refuser de croire au salut automatique qui leur est promis; mais ces éclairs de lucidité étaient trop rares pour être dangereux. La nature du stimulant employé par les hommes d'église les obligeait à exercer une pression continuelle dans le sens de la plus grande cruauté; cette pression excitait le courage des croisés et abattait celui des populations. La perfidie autorisée par l'Église était aussi une arme précieuse. Mais cette guerre ne pouvait se prolonger qu'en devenant une guerre de conquête. On eut du mal d'abord à trouver quelqu'un qui consentît à prendre en charge Carcassonne; enfin Simon de Montfort, homme alors relativement obscur et pauvre, accepta cette responsabilité, mais il entendit naturellement être payé de ses peines par un gain tangible. Ainsi le chantage au salut et l'esprit d'acquisition d'un homme assez ordinaire, il n'en fallut pas plus pour détruire un monde. Car une conception du monde qui vivait en ces lieux fut alors anéantie pour toujours.
Rien qu'en regardant cette terre, et quand même on n'en connaîtrait pas le passé, on y voit la marque d'une blessure. Les fortifications de Carcassonne, si visiblement faites pour la contrainte, les églises dont une moitié est romane, et l'autre d'une architecture gothique si visiblement importée, ce sont des spectacles qui parlent. Ce pays a souffert la force. Ce qui a été tué ne peut jamais ressusciter; mais la piété conservée à travers les âges permet un jour d'en faire surgir l'équivalent, quand se présentent des circonstances favorables. Rien n'est plus cruel envers le passé que le lieu commun selon lequel la force est impuissante à détruire les valeurs spirituelles; en vertu de cette opinion, on nie que les civilisations effacées par la violence des armes aient jamais existé; on le peut sans craindre le démenti des morts. On tue ainsi une seconde fois ce qui a péri, et on s'associe à la cruauté des armes. La piété commande de s'attacher aux traces, même rares, des civilisations détruites, pour essayer d'en concevoir l'esprit. L'esprit de la civilisation d'oc au XIIe siècle, tel que nous pouvons l'entrevoir, répond à des aspirations qui n'ont pas disparu et que nous ne devons pas laisser disparaître, même si nous ne pouvons pas espérer les satisfaire. »
 »
— Simone Weil, L'agonie d'une civilisation vue à travers un poème épique(1940), Cahier du Sud, Simone Weil, éd. Cahier du sud, 1942, p. 105; republié dans Le Génie d'Oc, février 1943

### Théorie de l'ethnisme
Le nationalisme occitan s'est nourri de la théorie de l’ethnisme conçue dans les années 1950. Pour François Fontan, théoricien de l’ethnisme, l’Occitanie mérite le titre de Nation non seulement en fonction du principe qu’une langue est le critère définissant une nation, mais surtout parce que l'Occitanie a toutes les caractéristiques d’une Nation.
« Toutes les caractéristiques d'une nation, autres que la langue, se retrouvent en Occitanie et l'on peut constater ici aussi à quel point la langue est l'indice synthétique de la nation. L'originalité occitane est bien marquée par rapport aux ethnies voisines, et cela à tous les points de vue :
- racial (composé racial où le sang O est plus fréquent qu'en France, qu'en Italie ou qu'en Catalogne, moins prédominant qu'en Euzkadi)
- origine du peuplement (Ligures, Ibères et Gaulois, fort contingent latin, faible apport Wisigoth) ;
- ethnopsychologique,
- politique (soulèvements aquitains sous les Carolingiens, État national des comtes de Toulouse, union de tous « les gens de notre langue » contre l'invasion française, puis constants soulèvements paysans dans toutes les provinces, États indépendants lors des guerres de religion : Marseille, Montauban et surtout Béarn, guerre des Camisards, autonomisme des Girondins, enfin depuis le XIXe siècle, vote oppositionnel constant donnant des majorités dites "de gauche" ou assurant le succès de ce qui est apparu momentanément comme le plus protestataire (poujadisme, Mitterrand) ;
- culturel (de la civilisation des troubadours, appelée par Engels une pré-Renaissance jusqu'à Mistral et à notre littérature contemporaine);
- enfin (et certains diront surtout) démographique, économique et social : faible natalité, dépeuplement et immigration étrangère, sous-développement et régression relative face aux ethnies voisines (Italie, Catalogne, Euzkadi et surtout France), autrefois évasion de capitaux et maintenant non-utilisation ou pillage de nos ressources par la France, prédominance numérique de la classe des petits-propriétaires.  »

— François Fontan, La nation occitane, ses frontières, ses régions.

### Luttes pour la décolonisation
Selon la définition de l'ethnisme, les Occitans sont une Nation. Dans la seconde moitié du XXe siècle, l'occitanisme prend pour référence les combats de la décolonisation. Les militants occitanistes dénoncent le colonialisme intérieur français. Le droit internationalement reconnu à l'autodétermination de chaque peuple, est alors revendiqué aussi pour l'Occitanie.
En 1954, année de la défaite française en Indochine et du début des troubles en Algérie, François Fontan dénonce l'allégeance des occitans à la France et développe la thèse d'un nationalisme séparatiste. En 1959, il fonde le parti nationaliste occitan alors que s'intensifie la guerre d'Algérie. Il soutient activement le Front de Libération Nationale algérien, convaincu qu'une victoire en Algérie devait exprimer la victoire de tous les peuples colonisés par la France. Il attend le choc psychologique qui suivra l'indépendance de l'Algérie pour amener une prise de conscience par le peuple occitan de sa réalité de colonisé. Il espère ainsi la suppression du processus de compensation psychologique attribué aux peuples colonisés et l'élimination du nationalisme français. François Fontan, devenu un des chefs de file du nationalisme occitan fut condamné à la prison en France à cause de son soutien à l'indépendance de l'Algérie, puis il s'exila dans les vallées occitanes en Italie. Son compagnon de route Jacques Ressaire, ancien secrétaire Général du PNO, est condamné à un mois de prison ferme à Montpellier.